# Linda Feferman
Linda Feferman es una directora y productora de cine y televisión estadounidense, reconocida principalmente por haber dirigido el filme de 1986 Deslices de juventud. Durante su carrera recibió nominaciones a los Premios Grammy y Primetime Emmy, y recibió el Reconocimiento Especial del Jurado en el Festival de Cine de Sundance, entre otros galardones.

## Carrera

### Inicios yDeslices de juventud
Después de estudiar producción cinematográfica en las universidades de Míchigan y Nueva York entre 1967 y 1971, Feferman inició su carrera dirigiendo algunos cortometrajes y documentales a mediados de la década de 1970, antes de participar en la producción del filme The Blues Brothers en 1980. En 1986 debutó como directora de cine en el filme de corte adolescente Deslices de juventud, protagonizado por Jennifer Connelly, Byron Thames y Maddie Corman. Feferman, quien también escribió la historia, ganó el premio Reconocimiento Especial del Jurado y fue nominada al Gran Premio del Jurado en el Festival de Cine de Sundance por su papel como directora en el filme.

### Documentales y videoclips
En 1991 dirigió un episodio del seriado The Astronomers, que le valió una nominación al Primetime Emmy en la categoría «Outstanding Individual Informational Programming». En la década de 1990 se dedicó principalmente a la producción; de esta etapa destaca su labor como productora de la serie documental Life Beyond Earth (1998). En 1996 obtuvo una nominación a los Premios Grammy en la categoría de «Mejor video musical de formato largo», por su trabajo como codirectora del video de la canción «Where'd You Hide The Body» del cantautor estadounidense James McMurtry.
En la década de 2000 dirigió quince episodios del documental Closer to Truth (2000) y coprodujo el seriado Auschwitz: The Nazis & the Final Solution (2005). En 2017 dirigió un documental sobre la carrera de la actriz Piper Laurie, presentado en el Festival de Cine de Ojai.

## Filmografía destacada

### Cine
| Año  | Título                               | Rol                    |
| ---- | ------------------------------------ | ---------------------- |
| 1974 | Linda's Film on Menstruation         | Directora y escritora  |
| 1977 | The Girl with the Incredible Feeling | Directora y escritora  |
| 1986 | Deslices de juventud                 | Directora y escritora  |
| 2007 | Who Ordered Tax?                     | Directora y productora |

### Televisión
| Año  | Título                                    | Rol                 | Notas        |
| ---- | ----------------------------------------- | ------------------- | ------------ |
| 1991 | The Astronomers                           | Directora           | 1 episodio   |
| 1998 | Life Beyond Earth                         | Productora          |              |
| 2000 | Closer to Truth                           | Directora           | 15 episodios |
| 2005 | Auschwitz: The Nazis & the Final Solution | Productora asociada | 6 episodios  |